# Coltello genovese
Il coltello genovese è un coltello originario della città di Genova, utilizzabile sia come arma che come strumento.

## Caratteristiche
Il coltello genovese è caratterizzato da un manico privo di guardia con la base marcatamente stondata. La lama può essere di varie lunghezze ed è dritta, appuntita ed in genere a un filo e mezzo, ovvero affilata oltre che nella parte inferiore anche nella zona anteriore di quella superiore. Per realizzarne il manico a volte veniva utilizzato il legno di bosso.

## Storia
In latino l'arma veniva chiamata cultellus januensis. Coltelli di foggia simile si trovano anche in altre parti d'Italia e in Corsica tanto così che spesso l'arma viene denominata coltello alla genovese  o all’uso Genovese. Si tratta di un coltello che, oltre che essere utilizzato nelle varie attività della vita quotidiana dei genovesi, rappresentava anche un'arma di facile impiego e che spesso venne utilizzata in episodi delittuosi. Proprio per questo il suo uso venne in varie occasioni limitato o proibito dalle autorità cittadine. Ad esempio il 9 settembre 1699 il Consiglio dei X della Serenissima Repubblica di Genova assunse uno specifico provvedimento per rinnovare la proibizione dell'uso di tale coltello nella zona del porto. I genovesi cercarono di camuffare da utensile questo tipo di coltello, ad esempio facendolo passare da attrezzo per conciatori,  in modo da eludere le leggi che vietavano la produzione nella Repubblica di "ferri taglienti". Tale produzione nonostante le limitazioni era però diffusa e anche piuttosto apprezzata. Fonti archivistiche riportano la presenza, fin dalla seconda metà del XII secolo, di un'arte dei coltellieri.